# ロスゴスストラフ
ロスゴスストラフ（ロシア語: Росгосстрах、英語：Rosgosstrakh）はロシア全国保険会社とも呼ばれていて、ロシア最大の総合保険会社である。ロシア語名称は「ロシア国有保険」の意味で、英語ではRGSともRGS Groupとも呼ばれている。
ロスゴスストラフはソ連時代の1921年に政府部署として始まり、1992年ロシア共和国政府の機関になり、2008年から私企業化がなされた。